# Classe préparatoire
Ne doit pas être confondu avec Cours préparatoire.
Cet article concerne le concept général. Pour les CPGE, voir Classe préparatoire aux grandes écoles.
Une classe préparatoire, familièrement classe prépa ou prépa , est un pré-cursus d'études supérieures qui vise l'intégration à un établissement d'enseignement supérieur sélectif, via un concours ou non. Ce dispositif est principalement présent en France.

## Classe préparatoire aux grandes écoles
En France, les classes préparatoires aux grandes écoles (CPGE) sont des filières d'enseignement supérieur hébergées dans les lycées. Communément appelées « classes préparatoires », « classes prépas » ou « prépas » et pour la plupart publiques, elles sélectionnent sur dossier les lycéens en classes de terminale et préparent en un à deux ans, les étudiants aux concours d'admission à certaines grandes écoles : écoles d'ingénieur, écoles de management, écoles normales supérieures (ENS), écoles vétérinaires. En argot scolaire français, les étudiants de certaines filières sont appelés taupins, khagneux, ou encore Golems dans certaines CPGE.

## Classe préparatoire intégrée
Dans les écoles d'ingénieurs en cinq ans – comme celles des groupes Geipi Polytech, INSA, ENI et UT – les deux premières années sont généralement appelées « classe préparatoire intégrée ». Le mode d'encadrement y est un peu différent de celui des CPGE traditionnelles. Le rythme y est moins intense (absence ou presque de khôlles) même s'il reste plus soutenu qu'en cycle ingénieur. De plus, malgré une partie de tronc commun basé sur les sciences de bases comme en CPGE classique, les élèves en classe préparatoire intégrée reçoivent également des enseignements correspondant aux domaines de leur école. À l'issue des deux années, si ses notes le permettent, l'étudiant passe en cycle ingénieur. Des passerelles peuvent exister entre écoles d'ingénieurs au sein du même groupe.
Il existe également des cycles préparatoires communs à plusieurs écoles d'ingénieurs (ou fédératifs), par exemple : la Prépa des INP (l'ancien cycle préparatoire polytechnique), le cycle préparatoire intégré de la fédération Gay-Lussac, le cycle préparatoire de Bordeaux ou encore le cycle préparatoire PeiP du Réseau Polytech. Il s'agit de deux ans de formation - ayant lieu dans une école ou à l'université - qui préparent à l'entrée dans les écoles d'ingénieurs associées, rattachées ou partenaires. Ces cycles préparatoires recrutent après un baccalauréat S, STL ou STI2D. L'encadrement est similaire à celui des classes préparatoires intégrées. L'admission en école d'ingénieurs à bac+2 se fait sur classement des résultats du contrôle continu.

## Classe universitaire préparatoire aux grandes écoles
Les classes universitaires préparatoires aux grandes écoles (CUPGE) sont des cycles intégrés dans les UFR scientifiques, économiques et littéraires d'une trentaine d'universités en France. Il s'agit là aussi de formations sélectives en 2 ans créées en 2017. Organisées dans le cadre de licences, elles associent des cours magistraux en amphithéâtre, des travaux dirigés et pratiques, à un rythme soutenu avec khôlles et devoirs réguliers, et petits effectifs en classe. À l'issue des deux ans, les étudiants peuvent passer certains concours d'accès aux grandes écoles ouverts aux CUPGE. Ils peuvent également tenter d'intégrer sur dossier des écoles partenaires de l'université dont ils proviennent (pour les CUPGE scientifiques, c'est le cas de bon nombre d'écoles d'ingénieurs internes à une université). Enfin, ils ont également la possibilité de continuer en licence 3 pour tenter les concours d'entrée en écoles pour L3 ou pour poursuivre jusqu'en master,. Par ailleurs, certains anciens DEUG scientifiques proposaient des préparations au concours commun INP.

## Préparation au DCG
Il existe aussi dans certains lycées publics ou privés des classes de préparation au diplôme de comptabilité et de gestion (DCG). La formation prépare en trois ans aux épreuves du concours de DCG, réputé pour avoir un taux de réussite faible. La liste des classes préparatoires autorisées par le ministère de l'Enseignement Supérieur et de la Recherche est publiée chaque année au Bulletin officiel.

## Préparation aux écoles d'art
Il existe aussi des classes préparatoires aux écoles supérieures d'art, dont le Conservatoire national supérieur de musique et de danse de Paris, le Conservatoire national supérieur de musique et de danse de Lyon et le Conservatoire national supérieur d'art dramatique dont les concours d'entrée sont sélectifs. Elles relèvent du ministère de la Culture.
Jusqu'en 2019 pour entrer dans les BTS dans le domaine des arts (design de produit, design graphique, etc), en diplôme des métiers d'art (DMA), ou dans certaines écoles d'art, les élèves qui ne provenaient pas de baccalauréat STD2A devaient réaliser une année de préparation nommée mise à niveau en arts appliqués (MANAA). Cette formation a disparu avec la réforme du baccalauréat et a été remplacée par la formation au diplôme national des métiers d’arts et du design (DNMADE) d'une durée de 3 ans et conférant le grade de licence (180 crédits ECTS), qui remplace également les BTS en design et les DMA dont la dernière session est prévue pour 2021,,.
Pour les écoles d'art dont l'entrée se fait sur concours, il existe aussi des classes préparatoires aux écoles d'art d'une durée d'un an (à ne pas confondre avec les CPGE ENS-C Arts & Design visant l'entrée dans la section design de l'ENS Paris-Saclay). L'association nationale des classes préparatoires publiques aux écoles supérieures d'art (APPEA) regroupe 21 de ces classes préparatoires. Les 12 classes préparatoires aux études supérieures-classes d’approfondissement en arts plastiques (CPES-CAAP) sont également publiques. Conventionnées avec des départements d'universités, elles permettent de valider une première année de licence (60 crédits ECTS). Enfin, il existe un grand nombre de classes préparatoires privées reconnues par l'État ou non. La qualité de la formation et le taux de réussite aux concours sont disparates. À part les CPES-CAAP, ces classes préparatoires ne délivrent pas d’ECTS mais remettent un certificat de fin d’étude,.

## Autres «prépas»
Pour préparer à certaines formations supérieures ou à certains concours (masso-kinésithérapie, soins infirmiers, médecine, orthophonie, études d'art, journalisme, ingénieur, concours de la fonction publique, etc.), de nombreux lycées, écoles ou centres privés mettent en place des formations de préparation, aussi appelées prépas. Cependant ces préparations sont différentes des classes préparatoires aux grandes écoles (CPGE), notamment dans le nombre d'années d'études (généralement moins de 2 ans), l'impossibilité de valider des crédits ECTS, la disparité de la qualité des enseignements car non contrôlés par l'État, l'évaluation sous forme de khôlles inexistante, les frais d'inscription souvent importants, etc. Elles ne sont ni obligatoires, ni nécessaires pour intégrer ou bien suivre les formations supérieures citées plus haut. De plus dans le cas de certaines formations, par exemple la PACES jusqu'en 2019 puis la PASS et la L.AS depuis 2020, des tutorats sont proposés par les universités pour venir en aide aux étudiants. Malgré la disparition de certains concours avec les réformes, notamment celui à l'entrée en IFSI, certaines écoles continuent de proposer ces préparations.